# كونراد بويتينغر
كونراد بويتينغر (Konrad Peutinger) (أوغسبورغ، 14 أكتوبر 1465 - 28 ديسمبر 1547) إنساني وجامع آثار ودبلوماسي ألماني.
وُلد في أوغسبورغ ودرس في بولونيا وبادوفا. اشتهر بوصفه جامع آثار، جمع إلى جانب الزوجين مارك ومارغريتا فلسر واحدة من أكبر المكتبات الخاصة في أوروبا الوسطى.
أصبح سنة 1497 رئيس الإدارة البلدية (Stadtschreiber) لمدينته، وربطته علاقات حميمة مع الإمبراطور ماكسيمليان الأول هابسبورغ. كان كونراد من أوئل من نشروا النقوش الرومانية، بيد أن اسمه يرتبط باللوحة البويتينغرية الشهيرة، وهي خريطة للطرق العسكرية الرومانية الغربية.
اكتشف الخريطة صديقه كونراد بيكل (و ملقب بكونراد سلتس)، الذي سلمها لبيوتينغر ليضيفها إلى مجموعته. وأخيراً طبعت اللوحة في مدينة أنتويرب في سنة 1591 تحت اسم "Fragmenta tabulæ antiquæ" من قبل الناشر الشهير يوهانس مورتوس. كما نشر بيوتينغر جتيكا ليوردانس وتاريخ اللومبارديين لبولس الشماس.

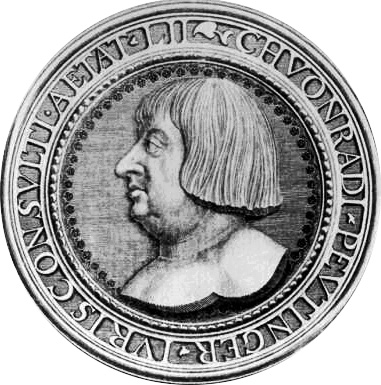
كونراد بيوتينغر